# Australia la Concursul Muzical Eurovision Junior
Australia a debutat la Concursul Muzical Eurovision Junior în anul 2015. Din cele 5 participări ale sale, Australia a obținul cel mai mare loc în 2017 și 2018, cu Isabella Clarke și piesa "Speak Up", respectiv Jael Wena și piesa "Champion", care s-au clasat pe locul 3. Un loc 5 a obținut Alexa Curtis și piesa "We Are" în 2016, iar cel mai slab rezultat a fost locul 8, obținut în 2015 și 2019, cu Bella Paige și piesa "My Girls", respectiv cu Jordan Anthony și piesa "We Will Rise".

## Rezultate

#### Legendă:
Câștigător
     Locul al doilea
     Locul al treilea
     Ultimul loc
| An   | Gazda    | Artist          | Titlu          | Poziție | Puncte |
| ---- | -------- | --------------- | -------------- | ------- | ------ |
| 2015 | Sofia    | Bella Paige     | "My Girls"     | 8       | 64     |
| 2016 | Valletta | Alexa Curtis    | "We Are"       | 5       | 202    |
| 2017 | Tbilisi  | Isabella Clarke | "Speak Up"     | 3       | 172    |
| 2018 | Minsk    | Jael            | "Champion"     | 3       | 201    |
| 2019 | Gliwice  | Jordan Anthony  | "We Will Rise" | 8       | 121    |